# Dolors Prat Coll
Dolors Prat i Coll, Ripoll (Ripollès), 8 de març de 1905 - Tolosa de Llenguadoc, 12 de setembre de 2001. Fou una líder anarcosindicalista, coneguda amb el sobrenom de la petita Montseny.

## Biografia
Nascuda a Ripoll, filla de Josep i Maria, tenia quatre germans: Joan, Pepet, Clara i Rita. Eren una família molt pobra i religiosa. El pare feia de carreter, l'àvia era cega i la mare va morir quan la Dolors tenia set anys.
Durant un temps va anar a costura a un col·legi de monges, del qual sempre va conservar un penós record. Més tard va freqüentar un any l'escola municipal, on va aprendre a llegir i a comptar. Als vuit anys es va haver de fer càrrec de les feines de la llar i de tenir cura de la família, especialment de la germana Clara, que era sord-muda. Als quinze anys va començar a treballar a les filatures Agafallops (Colonia Botey) de Ripoll, i ben aviat es va adherir a la Confederació Nacional del Treball (CNT) lluitant de manera destacada en las vagues pel dret a la jornada de vuit hores.
Entre els anys 1936 i 1939 va assolir el càrrec de secretària del Sindicat de la Industria Tèxtil de Ripoll, posant en pràctica els ideals feministes d'igualtat real entre homes i dones. A causa del seu caràcter inflexible i decidit, era coneguda amb el renom de la indomable i la petita Montseny, fent referència a la líder anarquista Federica Montseny, primera dona que assolí un ministeri a Espanya.
Acabada la Guerra Civil amb la derrota de la República Espanyola, tement les represàlies franquistes, es va exiliar a França juntament amb la seva germana Clara i el nen de cinc anys Carles Fernàndez Medrano, refugiat procedent de Madrid que ella tenia acollit. El seu marit, Joan Marjanet, no es va veure amb cor d'afrontar l'exili i es va quedar. Foren internats al camp de Magnac-Laval, prop de Llemotges.
El febrer de 1940 el govern francès va ordenar que es retornessin a Espanya les dones i nens no acompanyats per un familiar masculí. El nen va ser reclamat per la seva família de Madrid, Dolors Prat i la seva germana van tornar a Ripoll. Davant la imminència de la seva detenció, va aconseguir escapar i passar dos mesos amagada a Barcelona.
El 15 de maig de 1940 va tornar a França a peu, travessant clandestinament els Pirineus per Prats de Molló. Va trobar feina en una pedrera de Prada de Conflent, i va passar més de dos anys sense papers, treballant en feines feixugues i mal pagades; més tard es va instal·lar a Tolosa de Llenguadoc i va poder regularitzar la seva situació. Va conviure i finalment es va casar amb José Marín i van tenir dos fills: Progreso (1943) i Floreal (1947), continuant molts anys com a secretària de la Federació local de la CNT i militant a la Solidaritat Internacional Anarquista (SIA). Va participar a Tolosa a les vagues del maig francès del 1968.
Va tornar a Catalunya en algunes ocasions per visitar familiars i amics. El seu primer marit, Joan Marjanet, va morir el 1978.
Durant tota la vida va mantenir vius els seus ideals, lluites i reivindicacions i als 91 anys encara es va manifestar en defensa dels immigrants indocumentats. Va morir a Tolosa el 12 de setembre de 2001 als 97 anys.

## Reconeixements
L' any 1986 les realitzadores nord americanes Lisa Berger i Carol Mazer van entrevistar Dolors Prat i altres destacades anarcosindicalistes en el documental De toda la vida, on es mostra el dia a dia de les dones treballadores i llibertàries durant la guerra civil i parla de l'associació Mujeres libres, un referent de l'Anarcofeminisme. Arràn d'aquest documental, el director britànic Ken Loach es va posar en contacte amb Lisa Berger per convidar-la a col·laborar en l'ambientació del film Tierra y Libertad.
El 1997 Lisa Berger va presentar en espanyol, francès i anglès el documental de 25 minuts Camino de la libertad, en el qual participà la Dolors Prat i Coll i que narra l'èxode a França de mig milió de persones, els internaments en camps improvisats a la intempèrie i les penalitats per sobreviure a l'exili.
El 1997 va intervenir en el documental Vivir la utiopía, de Juan Gamero.
El seu fill Progreso Marín, professor d'espanyol, historiador, poeta i escriptor, va publicar el 2002 la biografia Une vie pour la liberté, una memòria viva de Dolors Prat (traduïda al català el 2007) i Exilés espagnols, la mémoire a vif. Tots dos llibres foren presentats al Museu Memorial de l'Exili de La Jonquera, el 4 d'octubre del 2008 pel seu autor i l'historiador Jordi Guixé. Progreso Marín va morir el 5 de juliol de 2016.
El Sindicat CCOO va commemorar els trenta anys de la constitució de la Secretaria de la Dona amb la presentació del llibre La Dolors i una exposició de Dones Sindicalistes.
Des del 1996 cada any un grup de persones realitza a peu el recorregut entre Ripoll i Prats de Molló en memòria de la gesta de Dolors Prat Coll.